# ريبيكا ليويلين
ريبيكا ليويلين (بالإنجليزية: Rebecca Llewellyn)‏ مواليد 5 أكتوبر 1985 في كارديف، هي لاعبة كرة مضرب بريطانية سابقة بدأت مسيرتها كمحترفة سنة 2003 وكانت تلعب باليد اليمنى، اعتزلت اللعب في سبتمبر 2007. أعلى تصنيف لها في الفردي كان المركز الـ 280 في سنة 2006. أعلى تصنيف لها في الزوجي كان المركز الـ 309 في سنة 2007.

## روابط خارجية
- ريبيكا ليويلين على موقع رابطة محترفات التنس (الإنجليزية)
- ريبيكا ليويلين على موقع الاتحاد الدولي لكرة المضرب (الإنجليزية)